# Paraleptophlebia jeanae
Paraleptophlebia jeanae is een haft uit de familie Leptophlebiidae. De wetenschappelijke naam van de soort is voor het eerst geldig gepubliceerd in 1955 door Berner.
De soort komt voor in het Nearctisch gebied.